# Parli (singolo)
Parli è il singolo di debutto della cantante italiana Ditonellapiaga, pubblicato il 19 luglio 2019.

## Video musicale
Il video musicale, diretto da Erica Bellucci e Iris Gentili, è stato pubblicato il 20 settembre 2019 sul canale YouTube di Ditonellapiaga.

## Tracce
Testi e musiche di Ditonellapiaga, Alessandro Casagni e Benjamin Ventura.
1. Parli – 2:32